# ديفيد أ. كولب
ديفيد أ. كولب (بالإنجليزية: David A. Kolb)‏ ( ولد 1939)هو كاتب نظريات تعليمية أمريكي الذي أهتم و نشر ما يركز على التعلم التجريبي ,والتغيير الفردي والاجتماعي، والتطوير الوظيفي، والتعليم الإداري والمهني. وهو مؤسس ورئيس مجلس إدارة النظم القائمة على الخبرة التعلم، (EBLS)، وأستاذ السلوك التنظيمي في مدرسة يذرهيد للإدارة وقضاياجامعة ويسترن ريزرف في كليفلاند بولاية أوهايو.
كولب حصل على البكالوريوس من كلية نوكس في عام 1961 وحصل على الماجستير والدكتوراه من جامعة هارفارد في عام 1964 و 1967 على التوالي، في علم النفس الاجتماعي.

## التعلم بالتجربة
طور كل من كولب و رون فري (الآن الاثنان في كلية يذرهيد للإدارة ) نموذج التعلم بالتجربة (ELM) في بدايه السبعينات، ليتألف من أربعة عناصر:
- تجربة ملموسة،
- مراقبة وتأمل في تلك التجربة،
- تشكيل المفاهيم المجردة بناء على التفكير،
- اختبار مفاهيم جديدة،
- (تكرار)

هذه العناصر الأربعة هي محلول في وعاء التعلم اللولبي التي يمكن أن تبدأ مع أي واحد من العناصر الأربعة، ولكن عادة ما تبدأ بالتجربة الملموسة. سمى كولب نموذجه إسناداً إلى روابط أفكار كلاً من عمر الحديدي، جان بياجيه، لوين كورت، وغيرهم من الكتاب لنموذج التعلم التجريبي. وقد تم تطوير نموذجه في الغالب للاستخدام مع تعليم الكبار، ولكن وجدت آثار تربوية على نطاق واسع في مجال التعليم العالي.

## حصر نمط التعلم
ويشتهر كولب في الأوساط التعليمية عن أسلوبه في جرد التعلم (LSI). تم بناء نموذجه على فكرة انه بإمكاننا وصف تفضيل التعليم باستخدام شيئان متعاقبان:ملاحظة التجارب النشطة للانعكاس والتجربة المجردة للمفاهيم الملموسة. والنتيجة هي أربعة أنواع من المتعلمين
المجمع :(التجريب النشط، وضع مفاهيم مجردة)، المزود (التجريب النشط، تجربة ملموسة) اندماجي (الملاحظة العكسيه> المفاهيم المجردة) و المتعدد (الملاحظة العكسيه التجربة الملموسة). تم تصميم أسلوب التعلم المجرد لتحديد ما يفضله الفرد في عمليه التعليم.